# Dominikana na Mistrzostwach Świata w Lekkoatletyce 2011
Dominikana na Mistrzostwach Świata w Lekkoatletyce 2011 była reprezentowana przez 4 zawodników.

## Wyniki reprezentantów Dominikany

### Mężczyźni

#### Konkurencje biegowe
| Konkurencja        | Zawodnik          | Eliminacje | Eliminacje | Półfinał | Półfinał | Finał    | Finał   |
| Konkurencja        | Zawodnik          | Rezultat   | Pozycja    | Rezultat | Pozycja  | Rezultat | Pozycja |
| ------------------ | ----------------- | ---------- | ---------- | -------- | -------- | -------- | ------- |
| 100 m              | Carlos Jorge      | 10,62      | 41.        |          |          |          |         |
| 400 m              | Arismendy Peguero | DNS        | DNS        |          |          |          |         |
| 400 m przez płotki | Félix Sánchez     | 48,74 (SB) | 6. Q       | 49,01    | 6. Q     | 48,87    | 4.      |

### Kobiety

#### Konkurencje biegowe
| Konkurencja                | Zawodnik        | Eliminacje | Eliminacje | Półfinał | Półfinał | Finał    | Finał   |
| Konkurencja                | Zawodnik        | Rezultat   | Pozycja    | Rezultat | Pozycja  | Rezultat | Pozycja |
| -------------------------- | --------------- | ---------- | ---------- | -------- | -------- | -------- | ------- |
| Bieg na 100 m przez płotki | Lavonne Idlette | 13,39      | 28.        |          |          |          |         |